# Teatro comunale (San Lorenzo Dorsino)
Il teatro comunale di San Lorenzo in Banale, frazione di San Lorenzo Dorsino in Trentino, è un luogo di culto edificato nel 1580 poi sconsacrato e trasformato in teatro nel 1910.

## Storia
L'edificio venne ricordato già negli atti di una visita pastorale del 1580 a San Lorenzo in Banale. In quel periodo era la chiesa curaziale della comunità che, nel corso dei secoli, venne più volte restaurata ed ampliata. L'ultimo che progettò modifiche alla struttura religiosa fu  Antonio Rosa di Condino, alla fine del XIX secolo. Dopo il 1910, quando venne ultimata la nuova parrocchiale di parrocchiale di San Lorenzo l'edificio divenne proprietà comunale e da quel momento fu utilizzato come teatro comunale di San Lorenzo in Banale.

## Descrizione

### Esterno
Gli esterni dell'edificio sono quelli dell'antico luogo di culto senza sostanziali modifiche. La stessa torre campanaria è rimasta al suo posto e svolge ancora la sua funzione per la nuova chiesa parrocchiale a breve distanza.

### Interno
La sala teatrale ospita circa 190 posti nell'antica navata e altri 72 posti nella galleria che è stata ricavata a partire dalla controfacciata della chiesa originaria.

## Utilizzo
La sala viene utilizzata non solo come spazio teatrale ma anche come luogo per convegni ed altre manifestazioni.